# Carlos Cardán
Carlos Cardán, nombre artístico de Carlos López Figueroa (Ciudad Lerdo, 3 de noviembre de 1932-Ciudad de México, 17 de julio de 2016), fue un actor mexicano que protagonizó mayoritariamente papeles de villano en películas y telenovelas.
Se inició en el cine en 1968 con la película El escapulario, dirigida por Servando González, y en televisión con la telenovela La Constitución, en 1970. Trabajó en 150 películas, telenovelas, programas de televisión y videohomes. Entre las películas en las que participó estuvieron Las poquianchis, Llámenme Mike, Los motivos de Luz, Rojo amanecer y Morir en el golfo.
Aunque fue famoso por su labor histriónica, también se dedicó a la pintura.
Falleció el 17 de julio de 2016 en la Ciudad de México por complicaciones de salud a los 83 años de edad.

## Filmografía
- 2009 Mujeres asesinas (Serie TV)
- 2009 Las Garrido, codiciosas ... Justino Malpica
- 2009 Euforia .... Abuelo
- 2008 Pamela por amor
- 2008 Fuego en la sangre (Telenovela) .... Apolinar
- 2008 Cuna de narcos (Video)
- 2008 Duelo entre gallos (Video)
- 2007 Sangre de gallo (Video) .... Tío
- 2007 Sin miedo a la muerte (Video)
- 2006 Bienvenido paisano .... Ranchero
- 2006 El teniente Durango (Video)
- 2006 Tibiri (Video)
- 2006 Tuxpan (Video)
- 2005 Las viejas del patrón (Video)
- 2004 El joven marcado (Video)
- 2004 El mago .... Andy
- 2004 El agricultor II .... Peralta
- 2004 Los hermanos Mata (Video) .... Florentino Mata
- 2004 Me dicen el amarrador (Video)
- 2004 Por mujeres como tú (Video)
- 2004 Venganza cumplida (Video)
- 2003 Vámonos al norte (Video)
- 2003 Coyote 13 (Corto) .... Vaquero
- 2003 Esclavo y amo .... Lorenzo
- 2003 La muerte del pelavacas
- 2003 De pocas, pocas pulgas (Telenovela)
- 2002 Como ratas rabiosas (Video)
- 2002 Así son ellas (Telenovela) .... Gelasio Fernández
- 2002 Corrido del potro lobo gatiado y la yegua colorada
- 2002 El hijo de Juan Colorado (Video)
- 2002 El mendigo viejo (Video)
- 2002 El rebozo del mojado (Video)
- 2002 Indita mía (Video)
- 2002 Las muertas de Juárez
- 2002 La sota colorada
- 2002 Matón a sueldo (Video)
- 2002 Olvidados
- 2001 Persecución implacable
- 2001 Otilia Rauda .... Padre de Otilia
- 2001 El agricultor
- 2001 El cholo .... Lince
- 2001 El soplo de la muerte
- 2001 Eran 4 de caballo (Video)
- 2001 La caspa del diablo
- 2001 La fuga del Chapo (Video)
- 2000 Cabecillas de la sierra
- 2000 Baño de sangre (Video)
- 2000 Con el valor en la sangre (Video)
- 2000 La ley de guerrero
- 2000 Niños de la mafia (Video)
- 1999 El chivatazo
- 1999 La Bronco colorada
- 1999 La fiera
- 1999 Rivales de sangre (Video) .... Febronio
- 1999 Siete millones
- 1999 Si nos dejan
- 1999 The Prophet
- 1999 Cómplices criminales
- 1999 ¡Que barrio!
- 1999 Sangre prisionera
- 1998 Carmela la Michoacana
- 1998 La chacala (Telenovela)
- 1998 La siembro, cosecho y vendo
- 1998 Mujeres bravas
- 1998 Y se hizo justicia 2
- 1998 Acábame de matar (Video) .... Capitán Obregón
- 1998 El vaquero y la dueña (Video)
- 1998 Muerte en Linares (Video)
- 1997 Al norte del corazón (Telenovela) .... Marcos
- 1997 Doble fondo
- 1997 Caimanes de la calle (Video)
- 1997 Dos colombianos
- 1997 Tormenta de muerte
- 1996 Con toda el alma (Telenovela) .... Santoyo
- 1995 Sueños de muerte .... Capitán Morales
- 1994 El jinete de acero .... Haran
- 1994 El silla de ruedas 3 (Tienes que morii)
- 1994 Un indio quiere llorar (Video)
- 1994 Tramp .... Carioco
- 1994 Secuestro salvaje
- 1993 Kino .... Teniente Rincón
- 1993 Odio, amor y muerte
- 1993 Su herencia era matar
- 1992 Testigo silencioso
- 1992 Soborno mortal (Video)
- 1991 Muchachitas (Telenovela) ... José "Pepe" Olivares
- 1991 Atrapada (Telenovela) .... Manuel
- 1991 ¡Mátenme porque me muero! .... Jefe policía
- 1991 Doble venganza
- 1991 Dos cruces en el ocaso
- 1990 El estrangulador de la rosa .... Ciro Ruiz
- 1990 La piel de la muerte .... El Mexicano
- 1990 Yo compro esa mujer (Telenovela) .... Sagón
- 1990 Red Dawn .... Segundo Teniente
- 1990 La otra orilla (Corto)
- 1990 Juan Nadie
- 1990 Morir en el golfo .... Santana
- 1990 El jardín de la paz
- 1990 El motel de la muerte (TV Movie)
- 1990 La metralleta
- 1990 Orgía de terror
- 1989 Rojo amanecer .... Soldado
- 1989 Garra de tigre .... Luciano
- 1989 Old Gringo .... Matías Salazar
- 1989 Lo blanco y lo negro (Telenovela) .... Juan
- 1988 Muertes anunciadas .... Fernando
- 1987 Fiera solitaria
- 1986 Hora Marcada (Serie TV)
- 1986 La gloria y el infierno (Telenovela) .... Valerio (1986)
- 1986 Y... se hizo justicia
- 1986 Robachicos
- 1986 El imperio de la fortuna .... Don Isabel
- 1986 On Wings of Eagles (Mini-Serie TV) Oficial Turco
- 1985 Los motivos de Luz
- 1985 Cobra Gang
- 1985 El escuadrón de la muerte .... Ojo de parche
- 1985 Forajidos en la mira
- 1985 Contrato con la muerte
- 1984 Acorralado .... Lupe
- 1984 La muerte cruzó el río Bravo .... Tulsa
- 1983 A Real Man .... Braulio Gómez
- 1983 Los dos matones
- 1983 Eréndira .... Smuggler
- 1982 Valentín Lazaña
- 1982 Juan Charrasqueado y Gabino Barrera, su verdadera historia
- 1982 Una leyenda de amor .... Don Cresencio
- 1981 Visita al pasado .... Rodrigo
- 1980 En la tormenta .... Sangrenegra
- 1980 Con la muerte en ancas .... Billy Morgan
- 1979 Crónica roja
- 1979 Matar por matar
- 1979 Llámenme Mike .... Domínguez
- 1978 Xoxontla .... Marcelino
- 1977 En defensa propia
- 1976 La ley del monte .... Ñepmardp Arroeta
- 1976 Las poquianchis
- 1976 Kalimán en el siniestro mundo de Humanón
- 1976 Chicano
- 1976 The Heist
- 1975 La bestia acorralada .... Miguel
- 1974 Pistolero del diablo .... Mike Nolan
- 1973 Blue Demon y Zovek en La invasión de los muertos .... Rancher
- 1972 Kalimán, el hombre increíble .... Zarur
- 1972 Los hermanos coraje (Telenovela) .... Rodrigo
- 1972 El jardín de la Tía Isabel
- 1971 La mula de Cullen Baker
- 1971 Todo el horizonte para morir
- 1971 Los desalmados
- 1971 Nido de fieras
- 1970 El cuerpazo del delito (segmento "La insaciable")
- 1970 El asesino enmascarado
- 1970 Pancho Tequila
- 1970 La Constitución (Telenovela)
- 1969 El hijo pródigo .... Lic. Ramos
- 1969 El hombre de negro
- 1968 Blue Demon contra las diabólicas
- 1968 Por mis pistolas .... Frank
- 1968 Los amores de Juan Charrasqueado .... Fernando Morales
- 1968 Patrulla de valientes
- 1968 Dr. Satán y la magia negra
- 1966 El escapulario .... Julián Fernández

## Teatro
- Paráfrasis de Otelo
- El canto del cisne
- Tío Vania
- Vamos a contar mentiras